# Brillo Dorada
Brillo Dorada (spanska: Gyllende ljuset), även Destello Azul  (spanska: Den blå blixten), är en manöver inom fribrottning. Den uppkom inom den mexikanska stilen lucha libre under sent 2000-tal och kan anses vara en variant av den populära manövern Topé con Giro. Manövern skapades av Aerostar men populariserades av Máscara Dorada. 

## Utförande
Fribrottaren tar sats och hoppar med ena benet från insidan av det mittersta repet av fribrottningsringen. Med hjälp av de hårt spända repets svikt utförs en framåtrotering och landning på sin motståndare, som står redo på utsidan av ringen.
Manövern har en hög teknisk svårighetsgrad, och många mindre erfarna fribrottare har misslyckats och skadat sig när de har försökt utföra den. Repen i fribrottningsringen måste också vara professionellt och mycket hårt spända för att manövern ska gå att utföra på ett säkert sätt. Men även om förutsättningarna är perfekta är det en mycket svår manöver att bemästra. Ett rep i en fribrottningsring är generellt mellan 2,5 och 3 centimeter i diameter, och repet skall träffas med rätt del av foten, samtidigt som fribrottaren måste bibehålla tillräckligt med fart och rörelsemängdsmoment för att kunna genomföra dyket.

## Historia
Den första versionen av manövern utfördes av Aerostar under en match i förbundet Asistencia Asesoría y Administración år 2008, och han gav den då namnet Destello Azul. Aerostar lyckades dock aldrig popularisera manövern, och när Máscara Dorada började använda sig ut av den i det konkurrerande förbundet Consejo Mundial de Lucha Libre år 2011 finslipade han utförandet och gjorde det till en av sina signaturmanövrar.
I takt med Máscara Dorada utförde den spektakulära manövern allt oftare, gav det honom uppmärksamhet. Tack vare det blev manövern känd inom fribrottningsvärlden som Brillo Dorada istället för Destello Azul, trots att Aerostar var den som uppfann den. Aerostar har dock inte uppgett sig vara besviken över detta, utan hyllade Máscara Dorada för hans finslipade och exceptionella utförande.
När Máscara Dorada började brottas i World Wrestling Entertainment i USA tog han med sig manövern, vilken därmed introducerades för en bredare publik.
Efter Aerostar och Máscara Dorada har fler unga tekniskt skickliga mexikanska fribrottare, som besitter den rörlighet och spänst som krävs, börjat använda manövern. Bland dessa finns Iron Kid, Príncipe Aéreo, Komander och El Hijo del Vikingo.